# Mecidiye
Il Mecidiye (secondo alcune pubblicazioni Medjidiye) fu un incrociatore protetto della marina militare ottomana, entrato in servizio nel 1903 ed attivo durante le guerre balcaniche e la prima guerra mondiale. Affondata il 3 aprile 1915 davanti Odessa a causa dell'urto con una mina, la nave fu recuperata dai russi e rimessa in servizio con la Flotta del Mar Nero sotto il nome di Prut; ritornata in mani ottomane dopo l'uscita della Russia dal conflitto, la nave passò poi alla neonata marina militare turca, rimanendo in servizio fino al 1947.

## Storia
Come altre unità navali della marina ottomana, l'incrociatore fu realizzato in un cantiere estero, lo William Cramp and Sons di Filadelfia, negli Stati Uniti: impostata il 7 novembre 1901, la nave fu varata il 25 luglio 1903 con il nome di Mecidiye in onore del sultano Abdul Mejid I, entrando poi in servizio con la marina ottomana il 19 dicembre seguente.

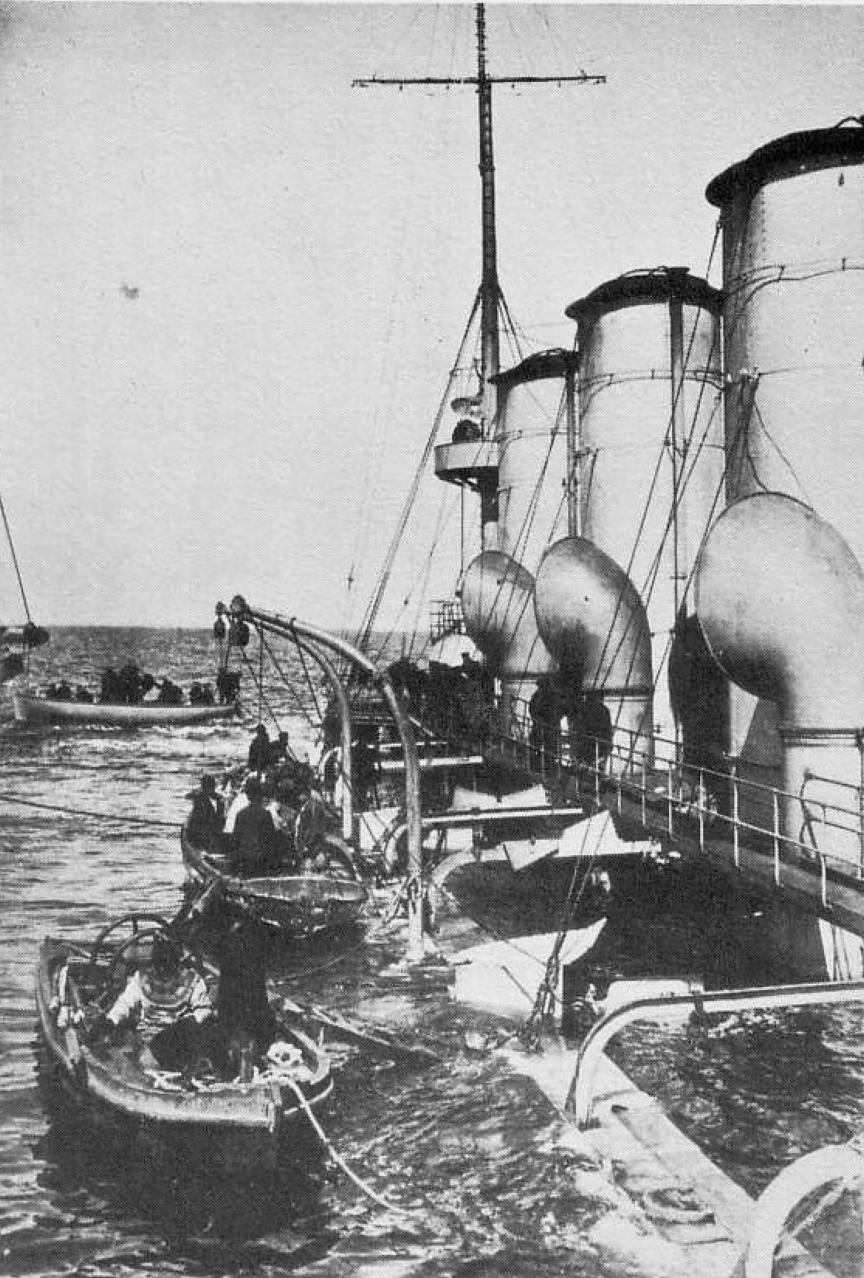
Il semi-affondato Mecidiye è trainato dai russi nel porto di Odessa

A partire dall'ottobre del 1912 il Mecidiye fu coinvolto negli eventi della prima guerra balcanica: dopo aver bombardato il porto bulgaro di Varna, ai primi di dicembre l'incrociatore fu spostato nel mar Egeo; il 9 dicembre fu preso di mira dal sommergibile greco Delfin, che tuttavia mancò il bersaglio. Più avanti nel corso del conflitto il Mecidiye fu impegnato nei due maggiori scontri navali della guerra: il 16 dicembre 1912 accompagnò le corazzate ottomane nello scontro con la flotta greca nei pressi di Elli, venendo lievemente danneggiato dal fuoco dell'incrociatore corazzato Georgios Averof; il 18 gennaio 1913 fu invece coinvolto nella battaglia di Lemno, sempre contro la flotta greca, senza riportare danni. Il 18 febbraio 1913 l'incrociatore fece parte del dispositivo di protezione alle truppe ottomane sbarcate a Şarköy, fornendo poi loro fuoco d'appoggio nei successivi scontri con i bulgari.
Con l'entrata dell'Impero ottomano nella prima guerra mondiale il 29 ottobre 1914, il Mecidiye fu destinato alle operazioni contro la flotta russa nel Mar Nero: insieme agli incrociatori Hamidiye e Midilli, tra novembre e dicembre fece da scorta ai convogli di truppe e munizioni destinati al fronte del Caucaso, trasportando anche a Trebisonda il generale Hafız Hakkı, comandante della 3ª Armata ottomana. Il 3 aprile 1915 gli incrociatori Mecidyie ed Hamidiye, scortati da quattro cacciatorpediniere, furono inviati a bombardare la città russa di Odessa: davanti al porto il Mecidiye urtò una mina a 15 miglia dalla costa, affondando rapidamente; 26 uomini perirono nell'affondamento, mentre il resto dell'equipaggio fu tratto in salvo dallo Hamidiye.
Dopo aver ispezionato il relitto, nel giugno del 1915 i russi trascinarono lo scafo affondato in acque basse, per poi rimorchiarlo nel porto di Odessa dove fu posto in riparazione: l'armamento originario fu sostituito con dieci nuovi cannoni da 130 mm, ed il 29 ottobre seguente l'incrociatore entrò in servizio con la Voenno Morskoj Flot Rossijskoj Imperii sotto il nome di Prut, in onore dell'omonimo fiume russo. Con i nuovi proprietari l'incrociatore vide poca azione, compiendo qualche incursione lungo la costa settentrionale dell'Anatolia; nel maggio del 1918, dopo la resa russa conseguente la firma del trattato di Brest-Litovsk, il Prut fu catturato dai tedeschi a Sebastopoli insieme a gran parte della Flotta del Mar Nero. Rimorchiato ad Istanbul, la nave tornò in servizio con i suoi proprietari originari, riacquistando anche il suo vecchio nome.
Alla fine della prima guerra mondiale, il Mecidiye fu posto in disarmo nel Mar di Marmara insieme al resto della flotta ottomana, in ossequio ai termini del trattato di Sèvres del 10 agosto 1920; il trattato stesso prevedeva la cessione delle navi alle Potenze Alleate vittoriose, ma gli eventi della guerra d'indipendenza turca portarono ad una revisione degli accordi precedenti ed alla firma di un nuovo trattato nel luglio del 1923: le unità della disciolta marina ottomana passarono quindi per intero alla neonata Türk Deniz Kuvvetleri. Dopo essere rimasto in riparazione nei cantieri di Gölcük tra il 1925 ed il 1927, il Mecidiye rientrò in servizio nel giugno del 1927, venendo poi trasformato in nave-scuola della marina turca a partire dal 1940; radiato dal servizio attivo nel marzo del 1947, l'incrociatore fu poi venduto per la demolizione nel 1952.